# Dakota Wizards 2009-2010
La stagione 2009-10 dei Dakota Wizards fu la 4ª nella NBA D-League per la franchigia.
I Dakota Wizards arrivarono terzi nella East Conference con un record di 29-21. Nei play-off persero al primo turno contro gli Austin Toros (1-2).

## Roster
| N° | Naz.                   | Ruolo | Sportivo        | Anno | Alt. | Peso |
| -- | ---------------------- | ----- | --------------- | ---- | ---- | ---- |
| 6  | Stati Uniti (bandiera) | A     | Curtis Withers  | 1984 | 203  | 104  |
| 7  | Stati Uniti (bandiera) | A     | Renaldo Major   | 1982 | 201  | 91   |
| 10 | Stati Uniti (bandiera) | G     | Jason Straight  | 1983 | 188  | 86   |
| 13 | Stati Uniti (bandiera) | A     | Marcus Dove     | 1985 | 206  | 102  |
| 15 | Stati Uniti (bandiera) | G     | Darren Cooper   | 1983 | 191  | 88   |
| 18 | Stati Uniti (bandiera) | AC    | Connor Atchley  | 1985 | 208  | 102  |
| 21 | Stati Uniti (bandiera) | G     | Cheyne Gadson   | 1980 | 191  | 86   |
| 22 | Stati Uniti (bandiera) | P     | David Bell      | 1981 | 185  | 88   |
| 23 | Stati Uniti (bandiera) | G     | Maurice Baker   | 1979 | 185  | 79   |
| 24 | Stati Uniti (bandiera) | G     | Lester Hudson   | 1984 | 191  | 86   |
| 32 | Messico (bandiera)     | AP    | Romel Beck      | 1982 | 201  | 87   |
| 33 | Stati Uniti (bandiera) | A     | Jimmy Binnie    | 1986 | 201  | 102  |
| 33 | Stati Uniti (bandiera) | AC    | Cory Underwood  | 1980 | 208  | 107  |
| 34 | Stati Uniti (bandiera) | A     | Boo Jackson     | 1981 | 206  | 102  |
| 42 | Tanzania (bandiera)    | C     | Hasheem Thabeet | 1987 | 221  | 121  |
| 44 | Stati Uniti (bandiera) | A     | Corsley Edwards | 1979 | 206  | 125  |
| 50 | Stati Uniti (bandiera) | C     | D'Lancy Carter  | 1987 | 208  | 115  |

## Staff tecnico
- Allenatore: Rory White
- Vice-allenatori: Kevin Rice
- Preparatore atletico: Jamal James